# Sellières
Sellières és un municipi francès situat al departament del Jura i a la regió de Borgonya - Franc Comtat. L'any 2007 tenia 822 habitants.

## Demografia

### Població
El 2007 la població de fet de Sellières era de 822 persones. Hi havia 374 famílies de les quals 146 eren unipersonals (75 homes vivint sols i 71 dones vivint soles), 108 parelles sense fills, 83 parelles amb fills i 37 famílies monoparentals amb fills.
La població ha evolucionat segons el següent gràfic:
Habitants censats

### Habitatges
El 2007 hi havia 477 habitatges, 381 eren l'habitatge principal de la família, 44 eren segones residències i 52 estaven desocupats. 351 eren cases i 124 eren apartaments. Dels 381 habitatges principals, 248 estaven ocupats pels seus propietaris, 117 estaven llogats i ocupats pels llogaters i 16 estaven cedits a títol gratuït; 5 tenien una cambra, 28 en tenien dues, 70 en tenien tres, 101 en tenien quatre i 178 en tenien cinc o més. 236 habitatges disposaven pel capbaix d'una plaça de pàrquing. A 183 habitatges hi havia un automòbil i a 136 n'hi havia dos o més.

### Piràmide de població
La piràmide de població per edats i sexe el 2009 era:
| Homes | Edats   | Dones |
| ----- | ------- | ----- |
| 0     | 95 o +  | 6     |
| 2     | 90 a 94 | 5     |
| 9     | 85 a 89 | 13    |
| 8     | 80 a 84 | 12    |
| 25    | 75 a 79 | 18    |
| 23    | 70 a 74 | 32    |
| 11    | 65 a 69 | 13    |
| 15    | 60 a 64 | 15    |
| 26    | 55 a 59 | 19    |
| 32    | 50 a 54 | 43    |
| 39    | 45 a 49 | 38    |
| 20    | 40 a 44 | 18    |
| 17    | 35 a 39 | 17    |
| 34    | 30 a 34 | 37    |
| 15    | 25 a 29 | 13    |
| 26    | 20 a 24 | 15    |
| 13    | 15 a 19 | 38    |
| 32    | 10 a 14 | 28    |
| 11    | 5 a 9   | 15    |
| 18    | 0 a 4   | 15    |

## Economia
El 2007 la població en edat de treballar era de 510 persones, 373 eren actives i 137 eren inactives. De les 373 persones actives 327 estaven ocupades (189 homes i 138 dones) i 46 estaven aturades (14 homes i 32 dones). De les 137 persones inactives 66 estaven jubilades, 25 estaven estudiant i 46 estaven classificades com a «altres inactius».

### Ingressos
El 2009 a Sellières hi havia 363 unitats fiscals que integraven 777 persones, la mediana anual d'ingressos fiscals per persona era de 16.641 €.

### Activitats econòmiques
Dels 54 establiments que hi havia el 2007, 2 eren d'empreses alimentàries, 11 d'empreses de construcció, 11 d'empreses de comerç i reparació d'automòbils, 5 d'empreses de transport, 4 d'empreses d'hostatgeria i restauració, 1 d'una empresa d'informació i comunicació, 2 d'empreses financeres, 1 d'una empresa immobiliària, 7 d'empreses de serveis, 5 d'entitats de l'administració pública i 5 d'empreses classificades com a «altres activitats de serveis».
Dels 22 establiments de servei als particulars que hi havia el 2009, 1 era una oficina d'administració d'Hisenda pública, 1 gendarmeria, 1 oficina de correu, 1 una oficina bancària, 1 taller de reparació d'automòbils i de material agrícola, 5 paletes, 2 fusteries, 1 electricista, 3 perruqueries, 3 veterinaris i 3 restaurants.
Dels 9 establiments comercials que hi havia el 2009, 1 era un hipermercat, 1 una botiga de més de 120 m², 2 fleques, 1 una peixateria, 3 drogueries i 1 una joieria.
L'any 2000 a Sellières hi havia 10 explotacions agrícoles que ocupaven un total de 273 hectàrees.

## Equipaments sanitaris i escolars
L'únic equipament sanitari que hi havia el 2009 era una farmàcia.
El 2009 hi havia una escola elemental.

## Poblacions més properes
El següent diagrama mostra les poblacions més properes.